# 魏礼群
魏礼群（1944年12月—），江苏省睢宁县桃园镇人。中华人民共和国政治人物。

## 生平
魏礼群早年毕业于北京师范大学历史系，随后在内蒙古自治区牙克石林业管理局工作。1978年进入国家计委政策研究室，1988年担任主任。1992年，升任国家计委副秘书长兼政策研究室主任。1993年，任国家计委秘书长；次年，改任中共中央财经领导小组办公室副主任。1998年，出任国务院研究室副主任。2001年，出任主任一职。2008年，担任国家行政学院副院长。